# Кучук-Янкой

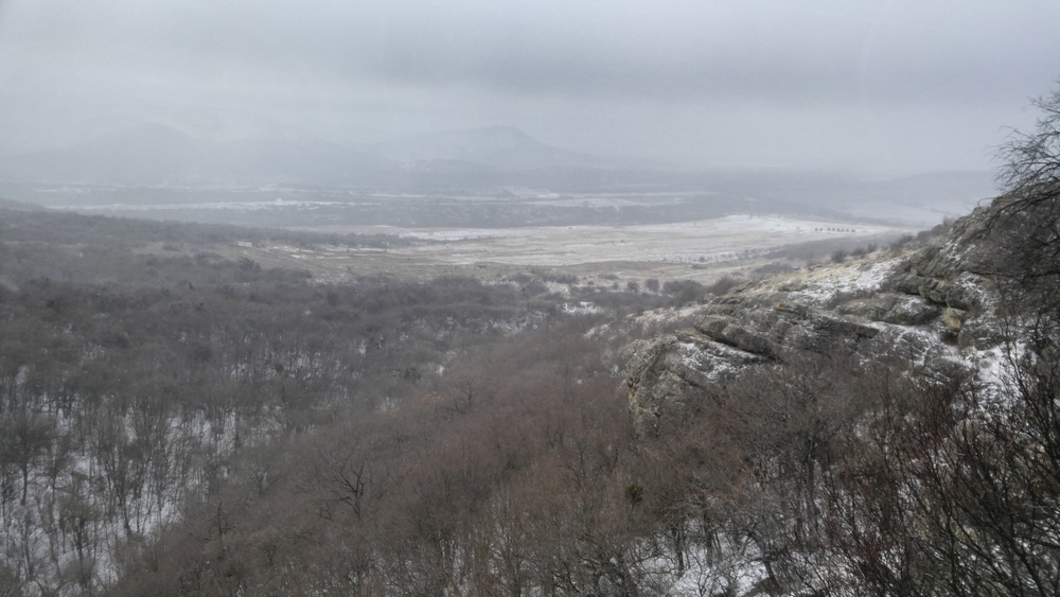
Военный полигон на месте села Кучук-Янкой

Кучу́к-Янко́й (укр. Кучук-Янкой, крымскотат. Küçük Yanköy, Кучюк Янкой) — исчезнувшее село в Симферопольском районе Крыма (согласно административно-территориальному делению Украины — Добровского сельского совета Автономной Республики Крым, согласно административному делению России — Добровского сельского поселения). Селение находилось у юго-западного подножия Долгоруковской яйлы, примерно в 1,5 км к северо-востоку от современного села Перевальное, в балке, и сейчас носящей название Янкой.

## История
Кучук-Янкой — старинное многолюдное, как большинство горных сёл, крымское село, с уходящей в глубь веков историей. Ущелья в верховьях речки Кизилкобинки обжит людьми с IX—VIII веков до н.э — здесь находился один из центров Кизил-Кобинской культуры.
Первое документальное упоминание села встречается в «Ведомости о выведенных из Крыма в Приазовье христианах» А. В. Суворова от 18 сентября 1778 года, согласно которой из Малого Янкули выведено 68 греков. Всё же, видимо, большинство населения составляли крымские татары, поскольку по Камеральному Описанию Крыма… 1784 года в Кучук-Янкое было 2 прихода-маале (записано как 2 деревни), а сама деревня последний период Крымского ханства входила в Ехары Ичкийский кадылык Акмечетского каймаканства. После присоединения Крыма к России (8) 19 апреля 1783 года, (8) 19 февраля 1784 года, именным указом Екатерины II сенату, на территории бывшего Крымского Ханства была образована Таврическая область и деревня была приписана к Симферопольскому уезду. После Павловских реформ, с 1796 по 1802 год, входила в Акмечетский уезд Новороссийской губернии. По новому административному делению, после создания 8 (20) октября 1802 года Таврической губернии, Кучук-Янкой был включён в состав Аргинской волости Симферопольского уезда.
По Ведомости о всех селениях в Симферопольском уезде состоящих с показанием в которой волости сколько числом дворов и душ… от 9 октября 1805 года в деревне  Кучук-Еникой числилось 66 дворов и 326 жителей, исключительно крымских татар, земля принадлежала некоему Батыр-аге. На военно-топографической карте генерал-майора Мухина 1817 года обозначен Кучук Янкой с 70 дворами. После реформы волостного деления 1829 года Кучук Янкой, согласно «Ведомости о казённых волостях Таврической губернии 1829 года», отнесли к Эскиординской волости. На карте 1836 года в деревне 64 а, а на карте 1842 года в Кучук Янкое обозначено 65 дворов.
В 1860-х годах, после земской реформы Александра II, деревню приписали к Зуйской волости. В «Списке населённых мест Таврической губернии по сведениям 1864 года», составленном по результатам VIII ревизии 1864 года, Кучук-Янкой — казённая татарская деревня с 8 дворами и 35 жителями, но 3 (!) мечетями при фонтане. По обследованиям профессора А. Н. Козловского начала 1860-х годов, жители селения «пользовались водой реки Салгира и его притоков». Согласно «Памятной книжке Таврической губернии за 1867 год», деревня Кучук Янкой была покинута жителями в 1860—1864 годах, в результате эмиграции крымских татар, особенно массовой после Крымской войны 1853—1856 годов, в Турцию и оставалась в развалинах. На трёхверстовой карте 1865—1876 года в деревне Кучук-Янкой (применено и другое название — Янгалак) уже 15 дворов. В «Памятной книге Таврической губернии 1889 года» по результатам Х ревизии 1887 года Кучук-Янкой не значится.
После земской реформы 1890-х годов деревню передали в состав новой Подгородне-Петровской волости. По «…Памятной книжке Таврической губернии на 1892 год» в деревне Кучук-Янкой, входившей Чавкинское сельское общество, числилось 69 жителей в 12 домохозяйствах, а на карте 1892 года Кучук-Янкой обозначен как русское поселение с 3 дворами. По «…Памятной книжке Таврической губернии на 1902 год» в деревне Кучук-Янкой, входившей в Чавкинское сельское общество, числилось 31 жителей в 4 домохозяйствах. В Статистическом справочнике… 1915 год деревня не значится.
После установления в Крыму Советской власти, по постановлению Крымревкома от 8 января 1921 года была упразднена волостная система и село включили в состав вновь созданного Подгородне-Петровского района Симферопольского уезда, а в 1922 году уезды получили название округов. 11 октября 1923 года, согласно постановлению ВЦИК, в административное деление Крымской АССР были внесены изменения, в результате которых был ликвидирован Подгородне-Петровский район и образован Симферопольский и село включили в его состав. Согласно Списку населённых пунктов Крымской АССР по Всесоюзной переписи 17 декабря 1926 года, в селе Кучук-Янкой, Шумхайского сельсовета Симферопольского района, числилось 9 дворов, из них 8 крестьянских, население составляло 38 человек, из них 36 русских и 2 украинца. На километровой карте Генштаба Красной армии 1941 года село уже не значится.

## Динамика численности населения
| - 1805 год — 326 чел. - 1864 год — 35 чел. - 1892 год — 69 чел. | - 1902 год — 31 чел. - 1926 год — 98 чел. |